# Expres (vlak)

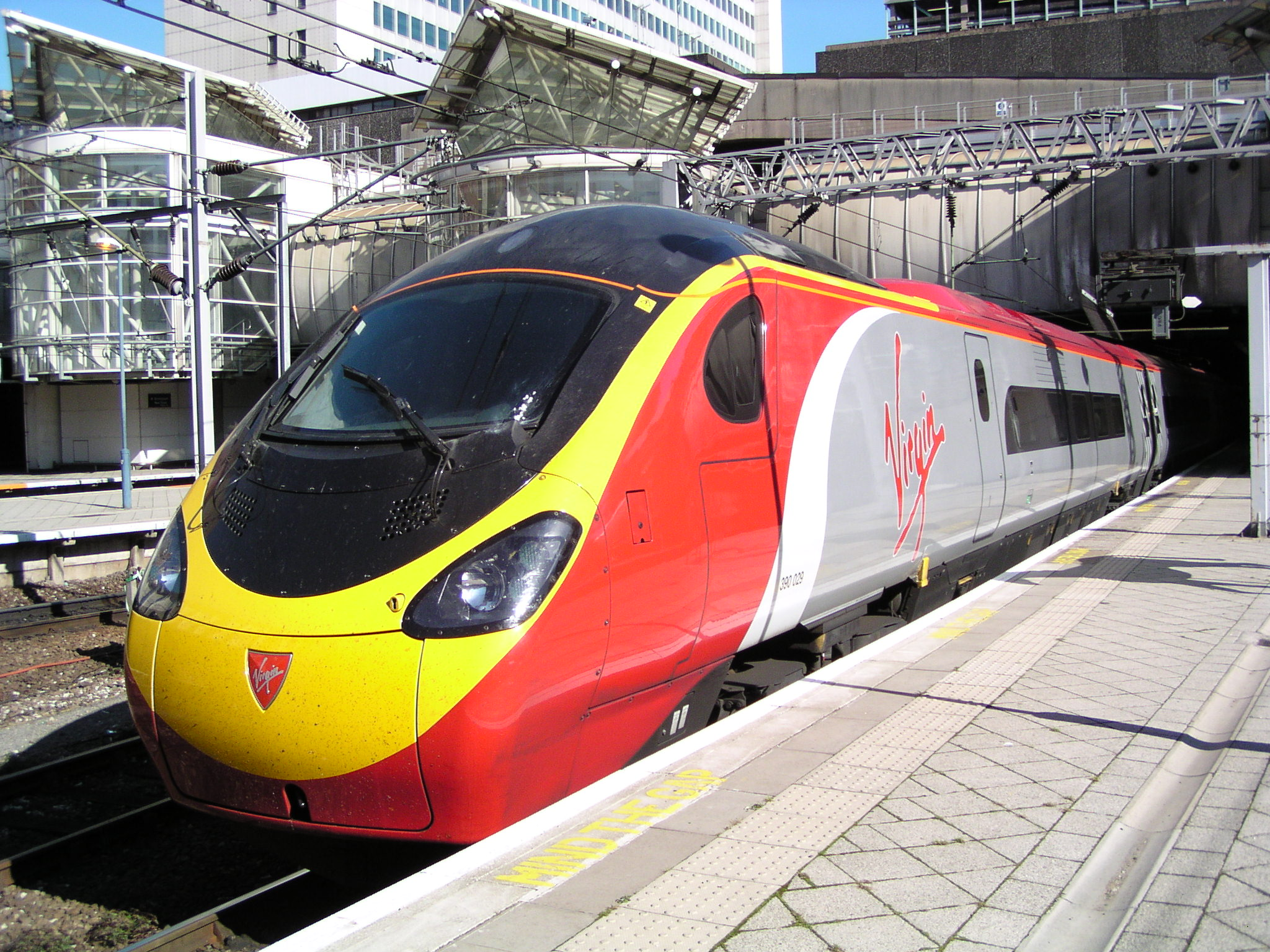
Virgin Express, neboli britské Pendolino

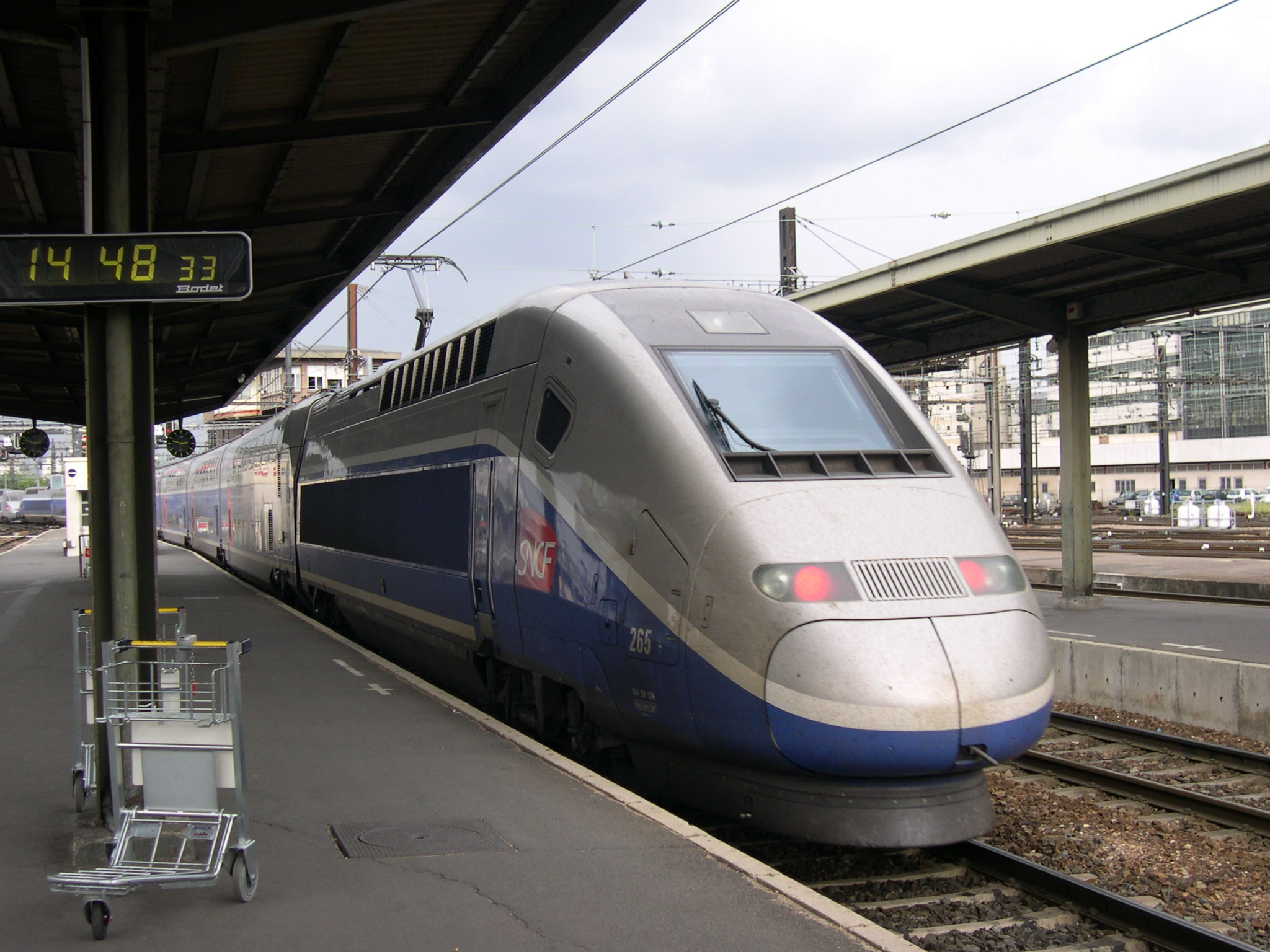
Francouzská souprava TGV Duplex

Expres je kategorie vlaků určených k přepravě na delší vzdálenosti, které na své trase zastavují spíše zřídka. Obvykle patří mezi vlaky vyšší kvality. Doprava po železniční trati je tak rozdělena na pomalejší lokální a rychlé dálkové vrstvy. Expres ale na konci své trasy může zastavovat i častěji, zejména pokud v této části tratě je lokální doprava málo zastoupena.
Roku 1882 začal jezdit proslulý Orient expres jako noční spojení mezi Paříží a rumunským městem Giurgiu, od roku 1888 prodloužený přes Bělehrad a Sofii až do Konstantinopole (Istanbulu); v roce 1890 k němu přibyly i přímé vozy Londýn – Calais – Paříž. 
Mezinárodní expresy bývají sdružovány do sítí, v nichž jsou jejich kvalita a jízdní řád mezinárodně dohodnuté, např. Trans Europ Express, později EuroCity. Velký rozmach expresních vlaků spojujících velká města začal z potřeby alternovat přetížené nebo pomalé dopravní spoje a konkurovat letecké i silniční dopravě od 60. let 20. století rozvojem vysokorychlostní železnice v Japonsku (Šinkansen), Francii (TGV), Itálii, později i v Německu Intercity-Express (ICE). K evropské síti vlaků EuroCity (EC) a InterCity (IC) se k níž se po roce 1989 připojila i Česká republika a České dráhy označují ty rychlejší ze svých IC a EC jako SuperCity (SC). V České republice provozují české dráhy například Jižní, Západní nebo Valašské expresy.
Expresní služba se prosadila i do městské dopravy. Newyorské metro má v centru většinou čtyři koleje, po nichž jezdí jednak zastávkové vlaky, jednak předměstské spoje, které v centru zastavují jen na hlavních stanicích. V Paříži síť metra doplňuje předměstská síť RER (Réseau Express Régional), která ve městě jezdí v tunelech a navazuje na linky metra. Také londýnské metro má expresní linky. Mezi vlakovým nádražím Paddington a letištěm Heathrow jezdí Heathrow Express. Při maximální rychlosti 160 km/hod je jízdní doba k terminálům 1, 2 a 3 pouhých 15 minut.
V nákladní dopravě existují nákladní expresy (NEx), které překonávají stakilometrové vzdálenosti a průměrnou rychlostí se někdy vyrovnávají expresům osobním.